# HD7254
HD7254 — хімічно пекулярна зоря спектрального класу B9, що має видиму зоряну величину в смузі V приблизно  6,7.
Вона  розташована на відстані близько 746,4 світлових років від Сонця.

## Пекулярний хімічний вміст
Зоряна атмосфера HD7254 має підвищений вміст 
Si
.